# Bigenerinoides
Bigenerinoides es un género de foraminífero bentónico de la familia Textulariidae, de la superfamilia Textularioidea y del orden Textulariida. Su especie tipo es Vulvulina sinensis. Su rango cronoestratigráfico abarca el Holoceno.

## Clasificación
Bigenerinoides incluye a la siguiente especie:
- Bigenerinoides sinensis